# Ctenogobius lepturus
Ctenogobius lepturus és una espècie de peix de la família dels gòbids i de l'ordre dels perciformes.

## Morfologia
- Els mascles poden assolir 6 cm de longitud total.[3][4]

## Hàbitat
És un peix de clima tropical i demersal.

## Distribució geogràfica
Es troba a l'Atlàntic oriental central: des del Senegal fins al golf de Guinea i, possiblement també, la República Democràtica del Congo.

## Observacions
És inofensiu per als humans.